# Collezione Schøyen
La Collezione Schøyen è una delle più grandi raccolte private di manoscritti nel mondo, le cui sedi principali sono a Oslo e a Londra. Istituita nel XX secolo da Martin Schøyen, comprende manoscritti provenienti da tutto il mondo e abbraccia un periodo di 5 000 anni di storia. Contiene oltre 13 000 manoscritti; il più antico ha 5 300 anni. I manoscritti provengono da 134 paesi e territori diversi, rappresentano 120 lingue e 185 alfabeti.
La Collezione raccoglie e custodisce manoscritti, da tutte le parti del mondo, senza vincoli geografici, culturali, linguistici, razziali o religiosi. Dichiara che il suo interesse è nel "progresso dello studio della cultura e della civiltà umane" lungo i millenni. Alcune delle sue recenti acquisizioni sono state ottenute da zone di guerra nel Medio Oriente e in Afghanistan, dove i signori della guerra e i trafficanti illegali hanno devastato siti antichi pur di trovare un compratore per frammenti di manoscritti e manufatti.

## Controversie
Una delle controversie che riguarda la Collezione Schøyen riguarda le sue acquisizioni sul mercato nero, che avrebbero incoraggiato ulteriori devastazioni indiscriminate di siti antichi, abusi sul patrimonio culturale e il finanziamento del terrorismo e di fazioni impegnate in una guerra civile. L'Iraq e l'Afghanistan, ad esempio, hanno chiesto di recuperare alcuni pezzi acquisiti dalla Collezione. La Collezione dichiara che "supporta convintamente un regime rigoroso per la protezione culturale", compie sforzi per un rispetto pro-attivo delle leggi in materia ed è "un collezionista privato etico per quanto riguarda la conservazione del patrimonio di tutta l'umanità".
Le provenienza di varie tavolette con incisioni cuneiformi è stata oggetto di controversia.
La Collezione Schøyen è stata una parte in causa nella controversia attorno a 654 ciotole per incantesimi con iscrizioni aramaiche. Le ciotole erano ritenute di proprietà irachena: sarebbero state trafugate dopo l'agosto del 1990, esportate illegalmente in Giordania, rivendute a un mercante d'arte locale chiamato Ghassan Rihani, e acquistate dalla Collezione attraverso intermediari. La Collezione Schøyen ha quindi affidato le ciotole allo University College di Londra per uno studio scientifico. Quando gli attivisti nel 2003 sollevarono la controversia e richiesero la restituzione degli oggetti all'Iraq, l'università convocò un comitato per accertare le accuse degli attivisti, ma la Collezione Schøyen fece causa all'università. La Collezione Schøyen negò che gli oggetti fossero stati rubati o trafugati, producendo documenti ufficiali del governo giordano che ne attestavano il possesso di un soggetto giordano prima del 1965. Lo University College accettò un accordo extragiudiziale, pagò alla Collezione una somma che non è stata resa pubblica come compensazione, distrusse la sua relazione interna sulla provenienza delle ciotole e le restituì alla Collezione.

## Manoscritti notevoli

### Antichi
- MS 1717 (XXXI secolo a.C.), tavoletta Kushim, una registrazione sumera sumera di produzione della birra, sottoscritta da quella che potrebbe essere la prima persona menzionata in uno scritto.[11]
- MS 2064 (XXI secolo a.C.), codice di Ur-Nammu, un testo sumero.[12]
- MS 2781 (2000–1600 a.C.), un calendario mediobabilonese.[13]
- L'anello con il sigillo di Tutankhamon
- MS 108 Due tavolette di rame con la più antica attestazione dell'alfabeto greco, proveniente da Cipro, circa 800 a.C., 21x13 cm, iscrizione su singola colonna, (19x10 cm), 20-23 linee in greco arcaico maiuscolo con alcune lettere semitiche (fenicie) opera di due o più scribi.
- MS 5236, una matrice per la stampa dell'antica Grecia del VI secolo a.C.
- Antichi manoscritti buddhisti e indù probabilmente proveniente da siti recentemente distrutti come Bamiyan in Afghanistan e altre rovine di monasteri buddhisti nel Pakistan nord-occidentale.[14][15]
- MS 193 (III secolo), il Codice Crosby-Schøyen, manoscritto biblico copto che contiene: Giona, 2 Maccabei, 1 Pietro, l'omelia sulla Pasqua di Melitone di Sardi e un'altra omelia non identificata[16]
- MS 2650 (IV secolo), Codice Schøyen, il più antico Vangelo secondo Matteo in dialetto copto[17]
- Dal 1994, la Collezione Schøyen ha acquisito 115 frammenti dei rotoli del Mar Morto da 15 differenti rotoli.[18]
- MS 035, Codex Sinaiticus Zosimi Rescriptus, un palinsesto di vellum proveniente dal Monte Sinai[19]

### Medievali e moderni
- MS 1 (circa 1300), un frammento di un codice che raccoglie omelie francesi, con una rilegatura di Manuale del Navarro, acquisito nel 1955
- MS 4457 (1865-1879), il libro mastro del capo cheyenne Little Shield (A-che-kan-koo-eni) con il resoconto della guerra contro i nativi americani sul fiume Platte nel 1865.
- Manoscritti relativi a busddhismo, induismo, giainismo e sikhismo.

## Galleria d'immagini

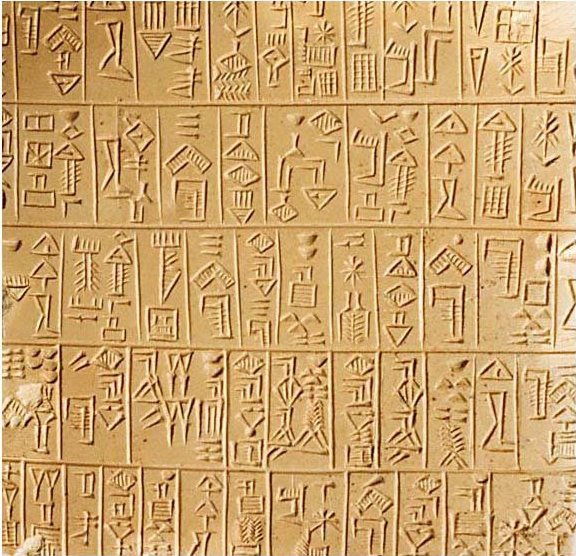
MS 3029. Iscrizione sumera su lastra di pietra, 9.2 x 9.2 x 1.2 cm, 6+6 colonne, 120 caselle di scrittura cuneiforme arcaica monumentale opera di scriba esperto. L'immagine è un dettaglio, che mostra circa la metà di una faccia della lastra. Il testo è un elenco di "doni dal Grande e Potente di Adab alla Somma Sacerdotessa, nell'occasione della sua elezione al tempio".
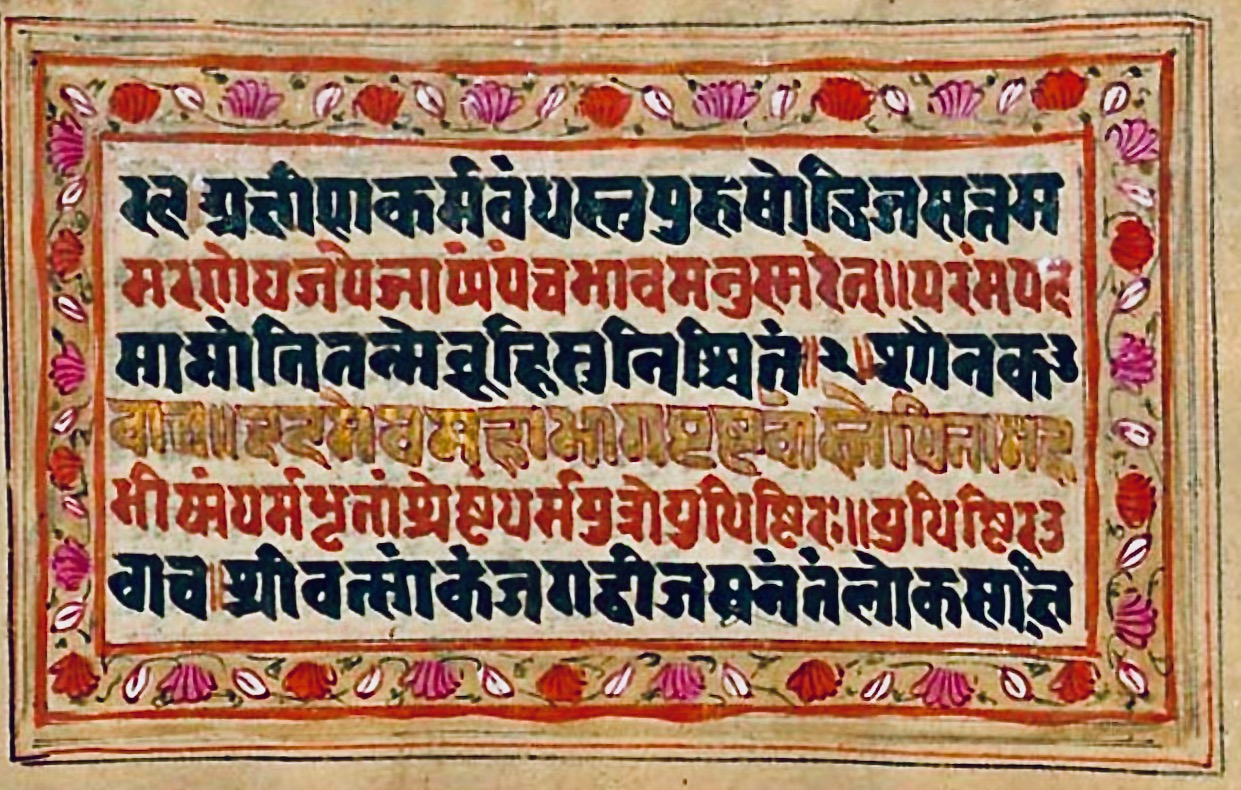
MS 2099. Il Bhagavadgītā è la scrittura più diffusa dell'induismo. È un testo sanscrito di 700 versi che è parte del poema epico Mahabharata. Secondo gli studiosi risale al periodo tra il V e il II secolo a.C. L'indologo Gerald James Larson sostiene che "se c'è un testo che si avvicina ad abbracciare la totalità di ciò che significa essere un indù, è il Bhagavadgītā". Il manoscritto è stato copiato su carta nel 1800 circa da un testo molto più antico ed è custodito a Oslo. È scritto in sanscrito classico, in caratteri Devanagari.
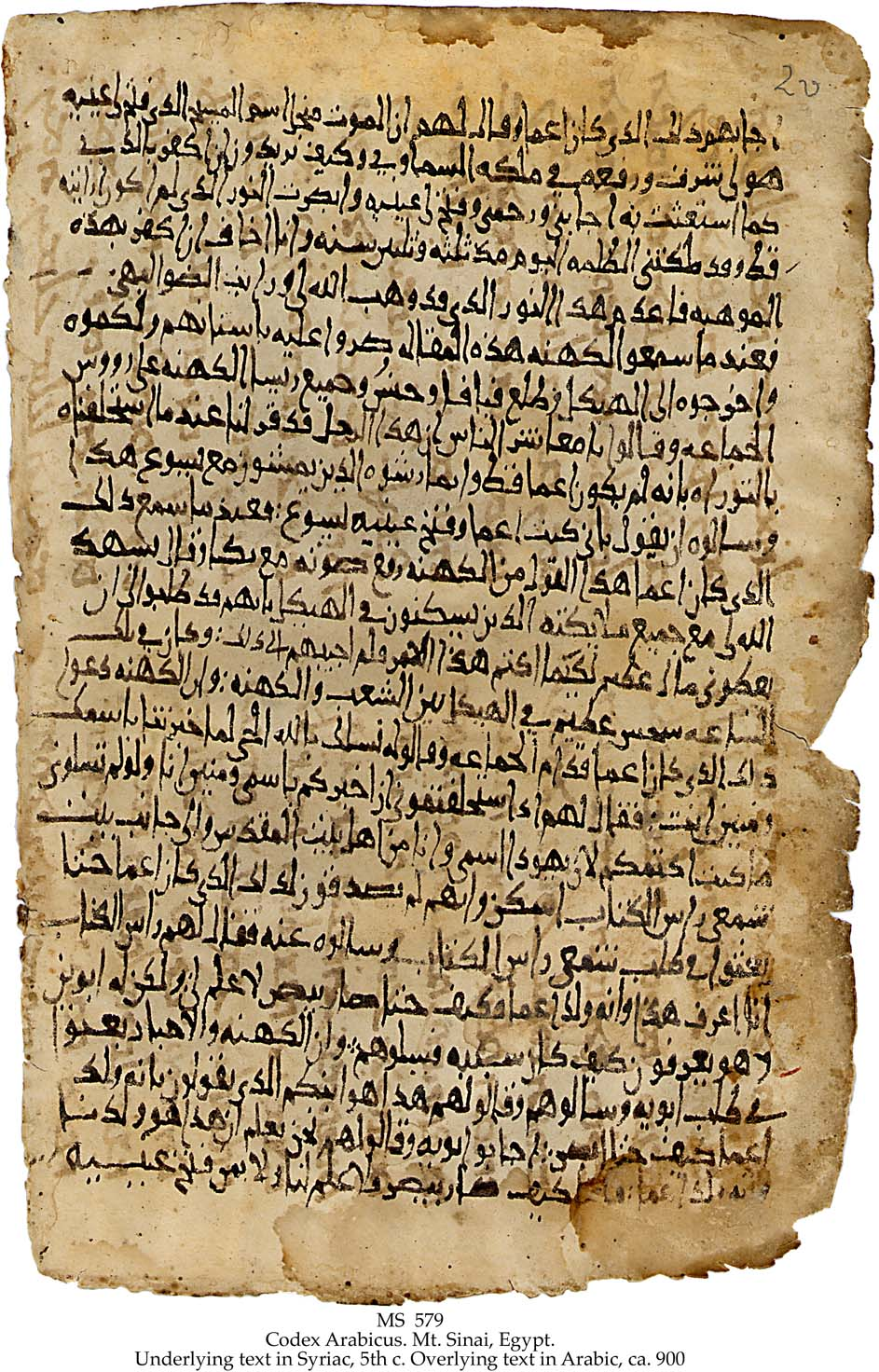
Una pagina del Codex Arabicus. In questo palinsesto il testo sottostante (risalente al 500 circa) è in siriaco, il testo apocrifo soprastante è in arabo (circa 900). Il manoscritto contiene: la Bibbia, gli Apocrifi, il Transitus Mariae (l'Assunzione della Vergine in Cielo) e altri testi cristiani.
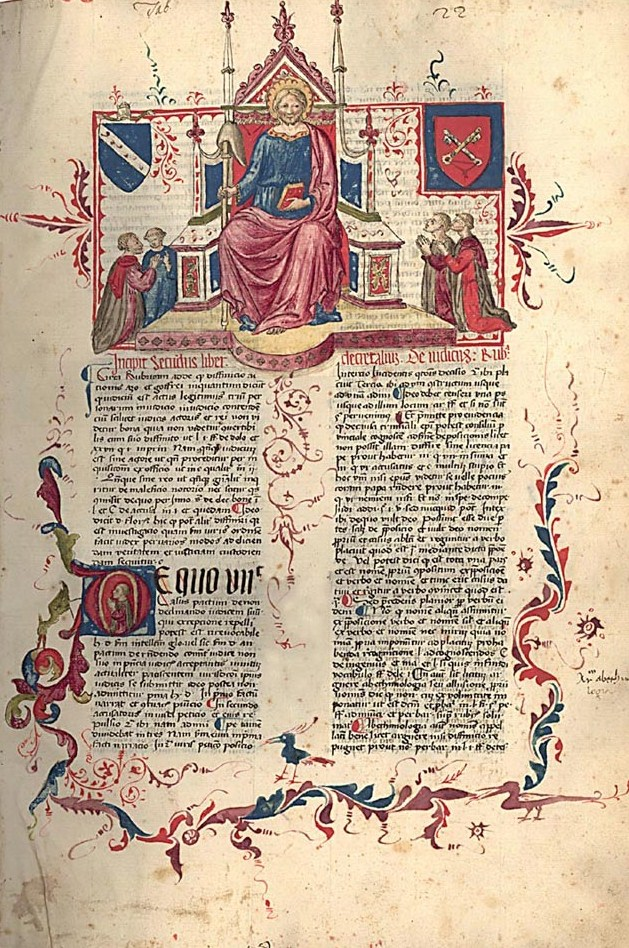
Un commentario al Libro II delle Decretali di Giovanni da Imola.